# Hidalgo (stat)
Hidalgo este unul din cele 31 de state federale ale Mexicului.